# Mulhausen
Mulhausen es una localidad y comuna francesa, situada en el departamento de Bajo Rin en la región de Alsacia.

## Demografía
| 390 | 394 | 401 | 352 | 372 | 376 |
| Para los censos de 1962 a 1999 la población legal corresponde a la población sin duplicidades (Fuente: INSEE [Consultar]) |     |     |     |     |     |

## Patrimonio
- Coro de la Iglesia, única parte superviviente a la destrucción de 1945, declarado Monumento histórico.
- Monumento funerario de Wolff Caspar Blicker von Rothenburg, señor de Mulhausen, 1609 y de su esposa.
- Fuente de la concordia, de 1844.